# Joris van den Berg
Joris van den Berg (1986) is een Nederlands cellist.

## Opleiding
Van den Berg begon op 5-jarige leeftijd met cello spelen. Zijn eerste docenten waren Like Viersen en Yke Viersen, lid van het Koninklijk Concertgebouworkest. Van 2003 tot 2008 studeerde hij aan het Sweelinck Conservatorium in Amsterdam bij Quirine Viersen en Godfried Hoogeveen (solocellist van het Koninklijk Concertgebouworkest) waar hij met een 10 met onderscheiding afstudeerde. Vanaf september 2008 studeert hij aan het Royal Northern College of Music in Manchester bij Ralph Kirshbaum. Hij kreeg masterclasses van onder andere Frans Helmerson, Janos Starker, Valter Despalj, Colin Carr, Steven Doane en Dmitri Ferschtman en kamermuziek masterclasses van Silke Avenhaus, Shmuel Ashkenasi, Nobuko Imai en István Parkanyi. Hij nam onder andere deel aan International Holland Music Sessions, London Masterclasses en het Bowdoin International Music Festival, in de Verenigde Staten.

## Activiteiten
Van den Berg speelt veel kamermuziek. Naast de samenwerking met pianist Martijn Willers speelt hij ook in het Reizend Muziek Gezelschap. Hij soleerde verschillende keren met onder andere het Residentie Orkest, Amsterdam Sinfonietta, het Symphonieorkest van Vlaanderen, het Nederlands Studenten Orkest, Camerata Amsterdam en het Orkest van het Russische Ministerie van Defensie. Van den Berg gaf concerten in Carnegie Weill Recital Hall, New York, de grote zaal van het conservatorium in Moskou, de grote zaal van het Concertgebouw in Amsterdam en op het Delft Chamber Music Festival en het Gergiev Festival in Rotterdam. Van den Berg speelt op een cello gebouwd door Giovanni Battista Guadagnini die hij in bruikleen heeft van het Nationaal Muziekinstrumenten Fonds.

## Prijzen en onderscheidingen
Van den Berg won eerste prijzen bij de Nationale Concoursen van de Stichting Jong Muziektalent Nederland, het Prinses Christina Concours en de eerste editie van het Nationaal Celloconcours in 2006 in Amsterdam. In 2008 was hij samen met pianist Martijn Willers prijswinnaar bij het Internationale Johannes Brahms Kamermuziekconcours in Pörtschach, Oostenrijk. Hij won als deel van een duo met pianist Martijn Willers de Dutch Classical Talent 2013/2014.